# Mette Frederiksen
Mette Frederiksen (Aalborg, 19 de novembro de 1977) é uma política social-democrata dinamarquesa. Filiada ao Partido Social-Democrata, integra o Folketing, o Parlamento da Dinamarca, desde 2001, e serviu no governo de Helle Thorning-Schmidt como ministra do Emprego de 2011 a 2014, e como ministra da Justiça de 2014 a 2015. Em 28 de junho de 2015, sucedeu a Thorning-Schmidt como líder dos social-democratas.

## Biografia
Na sequência das eleições parlamentares de 2019, em que a oposição "bloco vermelho" de partidos de esquerda e de centro-esquerda (Social-Democratas, Social-Liberais, Popular Socialistas, Aliança Vermelha e Verde, o Partido Social Democrático das Ilhas Feroe, o Partido do Povo e o Avante, ambos da Groelândia) conquistou a maioria absoluta de 94 dos 179 assentos no Folketing, Frederiksen foi convidada pela rainha Margarida II para liderar as negociações para formar um novo governo. Em 28 de junho de 2019, Mette Frederiksen assumiu o cargo de primeira-ministra, sendo assim a mais jovem primeira-ministra da história da Dinamarca, aos 41 anos de idade, bem como a segunda mulher a ocupar o cargo.
Em julho de 2022, a Comissão Mink divulgou um relatório que criticava o tratamento do governo de Frederiksen durante a pandemia de COVID-19 entre os visons dinamarqueses. O Partido Social-Liberal apresentou um ultimato contra Frederiksen ameaçando apresentar uma moção de desconfiança contra seu governo se ela não convocasse eleições antecipadas. Em 5 de outubro de 2022, Frederiksen anunciou que a antecipação das eleições gerais em 2022, na qual ganhou maioria dos assentos no Parlamento em 1 de novembro de 2022.
Em 7 de junho de 2024, foi atacada e agredida por um homem — que acabou detido pela polícia — na praça Kultorvet, em Copenhague, mas deixou o local levemente abalada, caminhando e, aparentemente, sem ferimentos, segundo testemunhas.

## Vida pessoal
Casou, em 15 de julho de 2020, com o cineasta e fotógrafo Bo Tengberg, após ter adiado e remarcado a cerimónia três vezes, primeiro devido a eleições e depois por causa da COVID-19 e por último a data de Conselho Europeu de chefes de Estado e de Governo da União Europeia. A cerimónia decorreu na igreja medieval Magleby, na ilha de Moen.